# HAL (로봇)

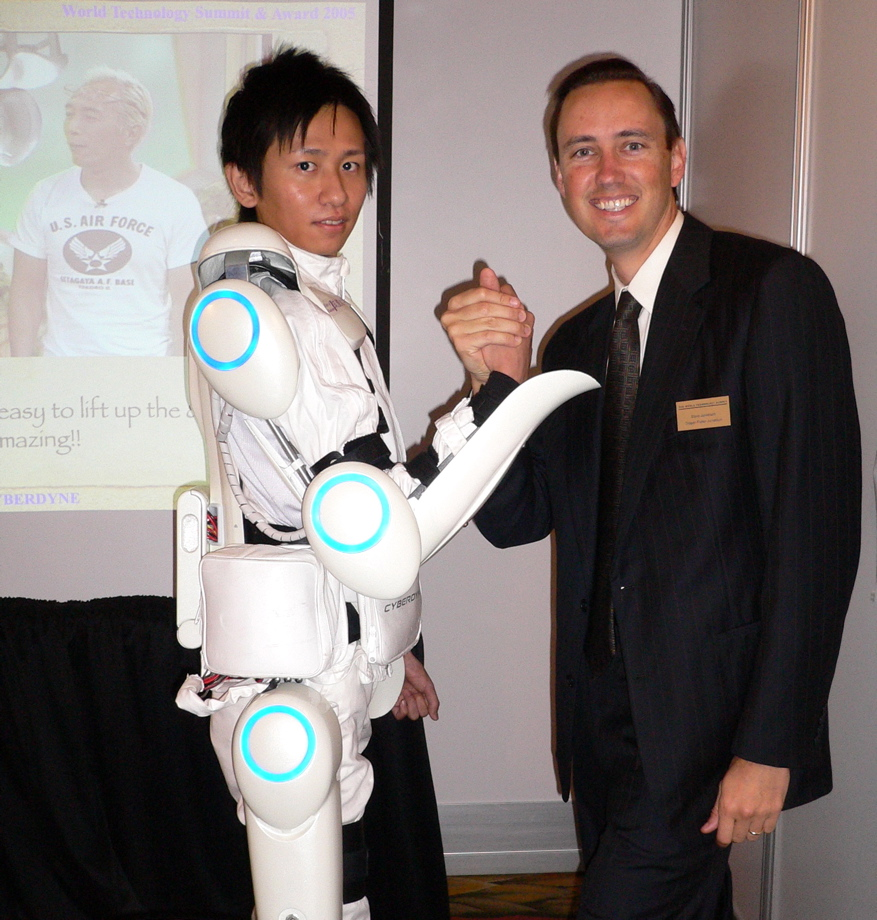
HAL의 시제품을 착용한 사람 (왼쪽)

HAL(Hybrid Assistive Limb)은 일본의 쓰쿠바 대학과 사이버다인(일본어: サイバーダイン) 주식회사에서 개발한 동력형 외골격이다. 물리적 장애인 등의 사용자의 신체 능력을 돕고 향상하기 위해 디자인되었다. HAL에는 다리에 장착하는 HAL 3와 몸 전체에 장착하는 HAL 5가 있다.
HAL은 2013년 8월에 수술 외 의료 분야의 로봇 중 최초로 유럽 집행위원회 인증을
받았다. HAL 동력형 외골격은 의료뿐 아니라 건설 현장에서도 사용되고 있다.

## 설계 및 원리
사람이 몸을 움직이려 할 때, 신경은 운동뉴럽을 통해 뇌에서 근육으로 신호를 전달하여 근육을 움직인다. 이 때 피부 표면에서는 생체전기가 감지된다. HAL 동력형 외골격은 착용자의 피부에 부착한 센서를 통해 생체전기 신호를 처리한다. HAL의 동력부는 감지된 신호를 기반으로 움직이며 착용자의 동작을 돕는다. HAL 동력형 외골격은 수동 제어 기능인 CVC(Cybernic Voluntary Control)와 자동 제어 기능인 CAC(Cybernic Autonomous Control)가 모두 가능하다.

## 이용
HAL은 노약자와 장애인의 일상생활을 돕기 위해 설계되었으나, 재해구호나 건설 등 신체적 부담이 가는 직종에서 노동자들을 도울 수도 있다. HAL은 주로 병원에서 환자들을 도우면서, 환자들의 장기적인 재활치료를 위해 개조될 수 있다. 연구에서는 치료를 위해 설계된 놀이와 병행한 HAL의 사용은 장애를 가진 어린이가 놀이를 하면서 걸을 때의 인지 기능을 향상시킬 수 있음을 보여주고 있다. 다른 연구에서는 HAL을 통한 치료가 척추 부상이나 뇌졸중 등에서의 재활치료에 효과적으로 사용될 수 있음을 보여주고 있다.
2011년, 미국 정부는 소비자 가전 전시회에서 HAL 동력형 외골격 구매 의사를 표했다. 2011년 3월, 사이버다인은 HAL의 다리 부분을 보건 전문가와 공장 노동자를 위해 공개했다. 2011년 11월, 후쿠시마 제1 원자력 발전소 사고 복구 작업에 HAL의 투입이 결정되었다. 2013년 3월, 일본의 병원 10곳에서 HAL 다리 부분의 의료적 사용 실험이 이루어졌다. 2014년, HAL 동력형 외골격이 건설 현장을 위해 개조되어 건설회사 오바야시구미에서 사용되기 시작했다.